# Sacha Zaliouk
Sacha Zaliouk, né Alexandre Zaliouk le 31 décembre 1887 à Radomychl (Empire russe, actuellement en Ukraine) et mort le 13 mars 1971 dans le 7e arrondissement de Paris, est un peintre, illustrateur et sculpteur russe.

## Biographie
Né le 31 décembre 1887 à Radomychl dans gouvernement de Kiev, Alexander Davidovich Zaliouk est le fils de David et Esther Zaliouk.
De 1904 à 1910, il étudie la peinture à Petrograd et à l'École des Arts d'Odessa, puis à l'École des beaux-arts de Paris.
En 1914, il épouse Faeige Lerner à Paris.
Il travaille pour des journaux divertissant comme le Journal amusant, La Vie parisienne ou le Le Rire.
Il est également aquarelliste.
Il meurt le 13 mars 1971 à Paris.

Illustrations par Sacha Zaliouk
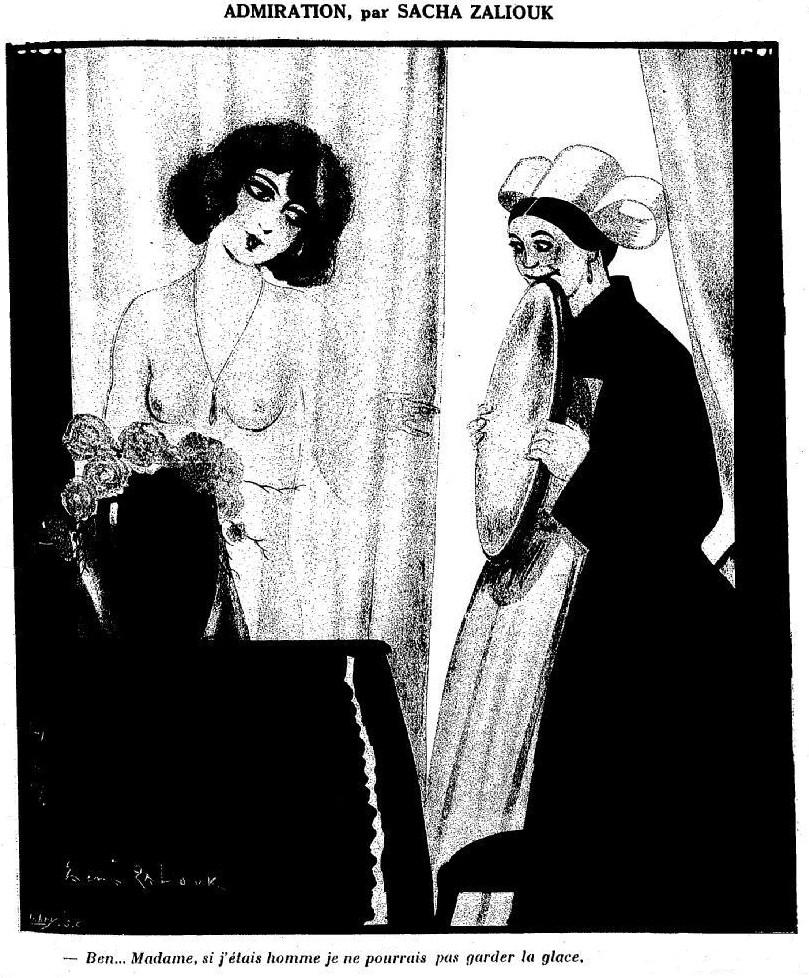
Illustration pour le Journal amusant, 12 août 1922.
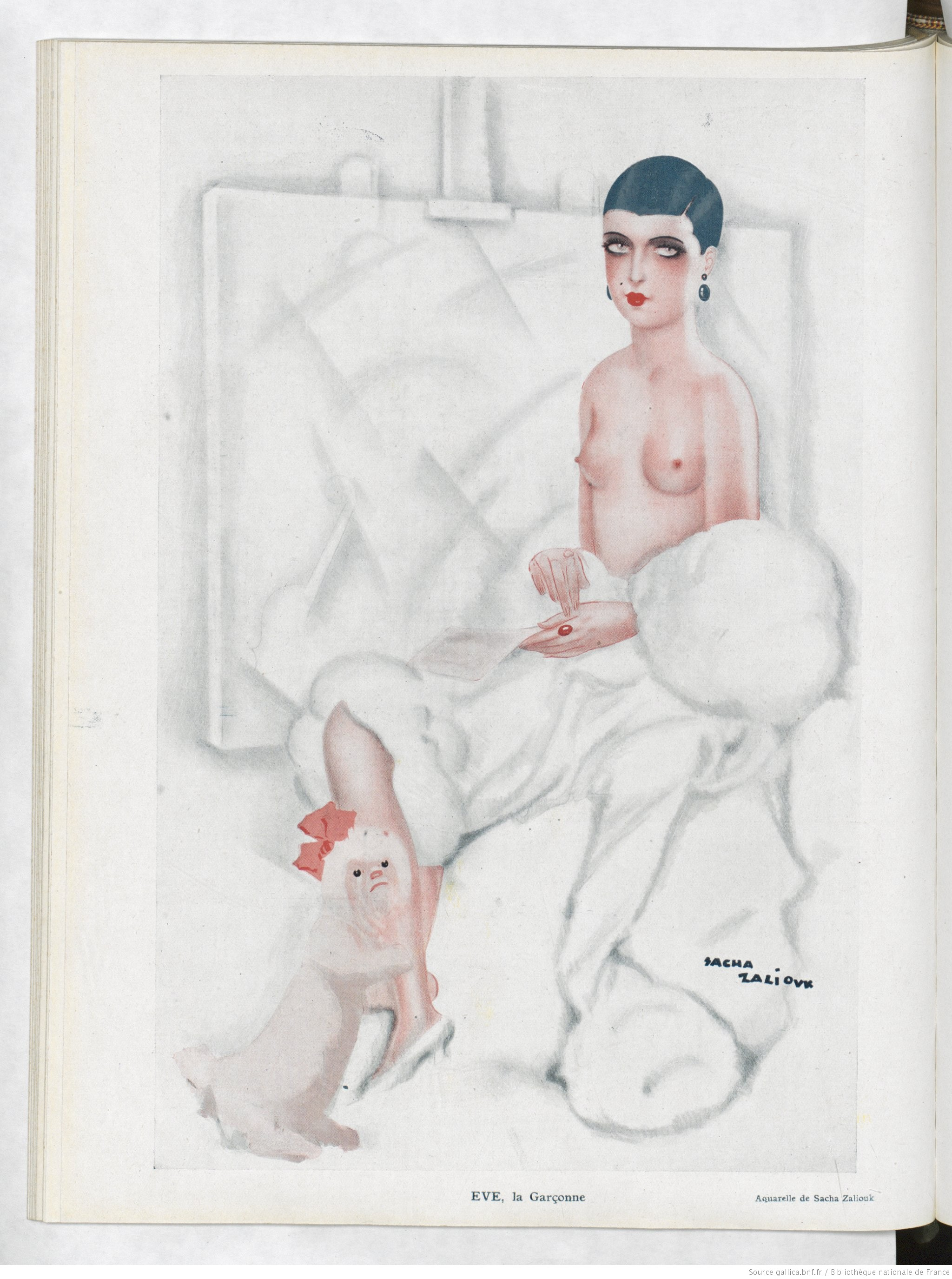
Ève, la garçonne, aquarelle publiée dans Paris-plaisirs, janvier 1927.